# Xã Ward, Quận Randolph, Indiana
Xã Ward (tiếng Anh: Ward Township) là một xã thuộc quận Randolph, tiểu bang Indiana, Hoa Kỳ. Năm 2010, dân số của xã này là 1.109 người.